# متلازمة اليد-القدم-الأعضاء التناسلية
متلازمة اليد-القدم-الأعضاء التناسلية (اختصارًا HFGS) هي متلازمةٌ طبيةٌ تتسم بتشوه في الأطراف والجهاز البولي التناسلي. حيث يحدث قصر خفيف في الإبهامين وصبع القدم الكبيرة بسبب قصر في السلامية البعيدة و/أو مشط اليد أو مشط القدم وهي أكثر تشوهات الأطراف شيوعا.  أما التشوهات  في الجهاز البولي-التناسلي فإنها تشمل تشوهات في الحالب والإحليل.  وأيضا، جزر مثاني-حالبي، وتكرر عدوى القناة البولية. كما أن التهاب الحويضة و الكلية المزمن يعتبر شائعا.

## المسببات
متلازمة اليد-القدم-الأعضاء التناسلية هي مرض وراثي ذات نمط صبغي جسمي سائد. نسبة الحالات التي تسببها  طفرات دي نوفو الطفرات غير معروف بسبب الأعداد البسيطة التي تم وصفها. إذا كان أحد الوالدين مصاب فإن هناك احتمالية بنسبة 50% بأن أطفالهم سيكونوا حاملين للمرض. أما إذا كان أحد الوالدين مصاب والآخر حامل فإن هناك احتمالية لظهور المرض في الأبناء بنسبة 50% و50% سيكونوا حاملين له. 
يمكن إجراء اختبار ما قبل الولادة إذا تم التعرف على المرض في أحد أفراد العائلة.

## التشخيص
يستند التشخيص على الفحص السريري بما في ذلك  صور الأشعة لليدين والقدمين وتصوير الكلى، المثانة، والأجهزة التناسلية.
HOXA13 هو الجين الوحيد المعروف والذي يصاحب هذه المتلازمة. ما يقرب من 60% من الطفرات عبارة عن توسعات في البولي-ألانين. 